# Nacaduba guizoensis
Nacaduba guizoensis är en fjärilsart som beskrevs av Tite 1963. Nacaduba guizoensis ingår i släktet Nacaduba och familjen juvelvingar. Inga underarter finns listade i Catalogue of Life.